# Les Codines (Montesquiu)
Les Codines és una masia de Montesquiu (Osona) inclosa a l'Inventari del Patrimoni Arquitectònic de Catalunya.

## Descripció
Antiga masia integrada per tres cossos construïts a partir del principal. Amb la façana principal al nord, té la porta d'accés avui dia privada per un mur que dona a un petit pati. Els tres cossos, de planta quadrangular, tenen coberta de teula a dues vessants i presenten una planta baixa i un sol pis, destinats a feines agràries i a residència respectivament. A l'exterior de la casa hi ha una cabana que ha estat objecte de restauració igual que la casa. La part del darrere destaca una galeria ara tancada, que dona a la casa in peculiar aspecte. Els dos cossos afegits a ponent del nucli originari a nivells diferents, li donen un aspecte pintoresc.

## Història
Per bé que aquesta casa ens apareix en els capbreus medievals, l'edifici que podem veure data d'època moderna, possiblement de mitjans del segle xviii. La seva pertinença al Parc Comarcal de Montesquiu ha estat factor decisiu a l'hora d'endegar la seva restauració, obra de Jordi Ambròs, que tingué lloc l'any 1985. Actualment, perduda ja la seva funció original, és la seu de l'Escola de la Natura del Parc. La restauració ha comportat el canvi radical del seu interior, adaptant-la a residència escola. És digne de menció la restauració de la cabana, element arquitectònic sovint menystingut.